# Kanton Grumbach
Der Kanton Grumbach (franz.: Canton de Grumbach) war eine von neun Verwaltungseinheiten, in die sich das Arrondissement Birkenfeld im Saardepartement gliederte. Der Kanton war in den Jahren 1798 bis 1814 Teil der Französischen Republik (1798–1804) und des Napoleonischen Kaiserreichs (1804–1814). Der größte Teil des Verwaltungsgebiets lag in den heutigen rheinland-pfälzischen Landkreisen Birkenfeld und Kusel, einige Orte sind aufgrund ihrer Lage auf dem Truppenübungsplatz Baumholder heute aufgelassen (Wüstung).
1817 wurde im Fürstentum Lichtenberg ebenfalls ein „Kanton Grumbach“ eingerichtet, der sich jedoch bezüglich des Gebietsstandes vom vorherigen französischen Kanton unterschied.

## Geschichte
Vor der Besetzung des Linken Rheinufers im Ersten Koalitionskrieg (1794) gehörte das Territorium des 1798 eingerichteten Verwaltungsbezirks des Kantons Grumbach zu verschiedenen Herrschaften, die Wild- und Rheingrafen besaßen den größten Teil der Ortschaften.
Von der französischen Direktorialregierung wurde 1798 die Verwaltung des Linken Rheinufers nach französischem Vorbild reorganisiert und damit u. a. eine Einteilung in Kantone übernommen. Die Kantone waren zugleich Friedensgerichtsbezirke. Zunächst war das Saardepartement in drei Arrondissements aufgeteilt, der Kanton Grumbach war dabei dem Arrondissement Saarbrücken zugeordnet. Nach einer 1799 erfolgten Neuaufteilung und der Einrichtung des vierten Arrondissements Birkenfeld wurde der Kanton Grumbach diesem zugeordnet.
Der Kanton war eingeteilt in vier Mairies: Grumbach, Offenbach, Schmidthachenbach und Sien.
Nachdem im Januar 1814 die Alliierten das Linke Rheinufer wieder in Besitz gebracht hatten, wurde im Februar 1814 das Saardepartement und damit auch der Kanton Grumbach Teil des provisorischen Generalgouvernements Mittelrhein. Nach dem Pariser Frieden vom Mai 1814 wurde dieses Generalgouvernement im Juni 1814 aufgeteilt, das Gebiet links des Rheins und rechts der Mosel, in dem auch der Kanton Grumbach lag, wurde der neu gebildeten Gemeinschaftlichen Landes-Administrations-Kommission zugeordnet, die unter der Verwaltung von Österreich und Bayern stand.
Aufgrund der auf dem Wiener Kongress getroffenen Vereinbarungen kam der Kanton im April 1815, mit Ausnahme von der Gemeinden Eschenau und Sankt Julian, vorläufig zu Preußen. Diese beiden Gemeinden kamen im April 1816 zum Königreich Bayern. Die Gemeinden Bärenbach, Becherbach, Hoppstädten und Otzweiler wurden im September 1816 zusammen mit dem gesamten ehemaligen Kanton Meisenheim an Friedrich V., Landgraf von Hessen-Homburg, abgetreten. Aus diesem Gebiet entstand das Oberamt Meisenheim, das bis 1866 zu dem souveränen Staat Hessen-Homburg gehörte. Alle übrigen Gemeinden des Kantons Grumbach wurden ebenfalls im September 1816 von Herzog Ernst von Sachsen-Coburg-Saalfeld in Besitz genommen. Das herzoglich-sachsen-coburgische Territorium im vorherigen Saardepartement wurde im Januar 1817 in drei Kantone eingeteilt, einer davon war der „Canton Grumbach“, der 31 Gemeinden umfasste und unterteilt war in die Bürgermeistereien Grumbach, Mittelbollenbach, Offenbach, Schmidthachenbach und Sien. Im März 1819 bekam das Territorium den Namen Fürstentum Lichtenberg. Durch Staatsvertrag kam das Fürstentum im Juli 1834 zu Preußen und wurde als Kreis St. Wendel dem Regierungsbezirk Trier in der Rheinprovinz zugeordnet.

## Gemeinden und Ortschaften
Nach amtlichen Tabellen aus den Jahren 1798/1799 gehörten zum Kanton Grumbach folgende Gemeinden und Ortschaften (in Klammern damalige Schreibweise in den französischsprachigen Tabellen):
Bärenbach (Berenbach), Becherbach, Buborn, Deimberg, Dickesbach (Dickersbach), Eschenau, Grumbach mit dem Sonnerhof und dem Wielhof, Hausweiler, Homberg mit dem Schönborner Hof, Hoppstädten (Hoppstätten), Ilgesheim mit dem Zielenhof, Kappeln (Cappeln) mit dem Windhof, Kefersheim (Kelfersheim) mit dem Wickenhof, Kirrweiler (Kirweiler), Langweiler, Merzweiler, Mittelreidenbach, Niederalben, Niedereisenbach, Obereisenbach, Oberjeckenbach mit dem Hohenröther Hof, Oberreidenbach, Offenbach, Otzweiler, Schmidthachenbach (Schmithachenbach) mit dem Stenzhorner Hof, Sien mit dem Sienerhof, Sienhachenbach mit dem Steusborner Hof, Sankt Julian (Saint-Julien), Sulzbach, Unterjeckenbach, Weyerbach, Wiesweyler und Zaubach.